# Yuval Noah Harari
Yuval Noah Harari (in ebraico יובל נח הררי‎?; Kiryat Ata, 24 febbraio 1976) è uno storico, filosofo e saggista israeliano.

## Biografia
Harari si è specializzato prima in storia medievale e storia militare, e successivamente ha completato il suo D. Phil in Storia al Jesus College dell'Università di Oxford, nel 2002. 
Nel 2012 è stato membro della giovane Accademia israeliana delle scienze; attualmente insegna World History e processi macrostorici all'Università Ebraica di Gerusalemme.
Ha pubblicato numerosi libri e articoli, tra cui: Special Operations in the Age of Chivalry, 1100-1550; The Ultimate Experience: Battlefield Revelations and the Making of Modern War Culture, 1450-2000; The Concept of ‘Decisive Battles’ in World History; e Armchairs, Coffee and Authority: Eye-witnesses and Flesh-witnesses Speak about War, 1100-2000.
Uno dei suoi libri più famosi è intitolato Sapiens: A Brief History of Humankind (pubblicato dapprima in ebraico nel 2011 col titolo Breve storia dell'umanità e in seguito tradotto in 30 lingue). Sapiens. Da animali a dèi. Breve storia dell'umanità esamina l'intero sviluppo della storia umana, dall'evoluzione dell'Homo sapiens nell'Età della pietra fino alla rivoluzione politica e a quella tecnologica del XXI secolo. L'edizione in ebraico è diventata un best seller in Israele e ha generato molto interesse sia nella comunità accademica che tra il pubblico generale, facendo presto diventare Harari una celebrità.
I filmati video su YouTube delle lezioni di storia del mondo presentate da Harari sono stati visti da decine di migliaia di israeliani; conduce inoltre un corso online di libero accesso in inglese, intitolato A Brief History of Humankind. Più di 100 000 persone in tutto il mondo hanno già preso parte a tale corso.
Il suo libro successivo, Homo Deus. Breve storia del futuro, è stato pubblicato in ebraico nel 2015 ed è uscito in inglese nel settembre 2016: esplora progetti, sogni e incubi che modelleranno il XXI secolo – dal superamento della morte alla creazione della vita artificiale.
Dopo il successo internazionale, Harari rilascia numerose interviste. È intervenuto spesso sul tema della pandemia di COVID-19 definendolo una possibile occasione per la ricerca di nuove formule per la salvezza del pianeta.

## Riconoscimenti
Harari ha vinto due volte il Premio Polonsky per la Creatività ed Originalità, nel 2009 e 2012. 
Nel 2011 ha vinto il "Society for Military History's Moncado Award" per articoli di qualità in storia militare. 
Nel 2012 è stato eletto membro della Young Israeli Academy of Sciences.

## Temi
La sua ricerca si concentra su questioni macrostoriche del tipo: "Qual è il rapporto tra storia e biologia? Qual è la differenza essenziale tra l’Homo sapiens e gli altri animali? Esiste la giustizia nella storia? La storia ha una direzione? La gente è diventata più felice man mano che la storia si è sviluppata?" Ha avuto un ruolo chiave nell'elaborazione di un modello aggiornato di Periodizzazione della Storia.
Quanto alla democrazia, si è chiesto se i governi elettivi debbano rispettare l'indipendenza della scienza, dei tribunali e dei media: la sua risposta è che "il governo rappresenta la volontà della maggioranza del popolo, ma la verità non dovrebbe essere subordinata alla volontà del popolo".

## Vita privata
Harari vive col marito Itzik Yahav, sposato a Toronto (Israele non ammette il matrimonio omosessuale), al quale ha dedicato 21 lezioni per il XXI secolo, presso la moshav Mesilat Zion, vicino a Gerusalemme. Insieme hanno risposto al blocco dei fondi americani deciso da Trump, versando un milione di dollari all’Organizzazione mondiale della sanità.
È difensore dei diritti degli animali, di cui denuncia con forza lo sfruttamento brutale da parte dell'industria, ed è vegano. Pratica la meditazione Vipassana, che ha iniziato mentre studiava a Oxford e che, come ha affermato, "ha trasformato la mia vita." Ha dedicato Homo Deus al suo maestro nella meditazione, S. N. Goenka, scrivendo: "To my teacher, S. N. Goenka, who lovingly taught me important things".
Harari si è dichiarato "really furious" perché nell'edizione russa di 21 Lessons for the 21st Century la dedica “To my husband Itzik” è stata trasformata in “To my partner Itzik” senza il suo permesso: “Ciò è qualcosa che io non avrei mai autorizzato,” ha dichiarato a The Times: “una delle ragioni per le quali ho voluto raggiungere il pubblico russo è perché sono uno scrittore e un intellettuale apertamente gay”. Tutto ciò però è avvenuto dopo aver permesso la sostituzione di porzioni di testo che prendevano come esempio negativo la Russia (conquista della Crimea) con altre che criticavano Trump per permettere la vendita del libro in Russia .
Reed Hastings, capo di Netflix, ha scritto di lui: Yuval è l’intellettuale anti-Silicon Valley — non porta un telefono e passa molto tempo a meditare. Vediamo in lui quello che vorremmo davvero essere.

## Opere
- Renaissance Military Memoirs: War, History and Identity, 1450–1600, Woodbridge: Boydell & Brewer, 2004, ISBN 978-184-383-064-1.
- Operazioni speciali nell'età della cavalleria, 1100-1500 (Special Operations in the Age of Chivalry, 1100–1550, 2007), Gorizia, LEG, 2008, ISBN 978-88-610-2029-0.
- The Ultimate Experience: Battlefield Revelations and the Making of Modern War Culture, 1450-2000, Houndmills: Palgrave-Macmillan, 2008, ISBN 978-023-058-388-7.[25]
- Sapiens. Da animali a dèi. Breve storia dell'umanità (Sapiens: A Brief History of Humankind, 2014), trad. di Giuseppe Bernardi, Milano, Bompiani, maggio 2014, ISBN 978-88-452-7590-6; Collana Tascabili, Bompiani, maggio 2017, ISBN 978-88-452-9649-9; Nuova ed. riveduta del decennale, Bompiani, settembre 2024, ISBN 978-88-301-1064-9.
- Homo Deus. Breve storia del futuro (Homo Deus: A Brief History of Tomorrow, 2016), Milano, Bompiani, 2017, ISBN 978-88-452-9279-8.
- 21 lezioni per il XXI secolo (21 Lessons for the 21st Century, 2018), Milano, Bompiani, 2018, ISBN 978-88-452-9705-2.
- Money: Vintage Minis (estratti selezionati da Sapiens e Homo Deus, London, Penguin Random House, 2018, ISBN 978-1-78487-402-5.
- Sapiens: A Graphic History, Volume 1 – The Birth of Humankind, London: Jonathan Cape, 2020.
- Sapiens: A Graphic History, Volume 2 − The Pillars of Civilization, London: Jonathan Cape, 2021.
- Sapiens: A Graphic History, Volume 3 − The Masters of History, London: Jonathan Cape, 2024.
- Unstoppable Us, Volume 1 − How Humans Took Over the World, Bright Matter Books, 2022, ISBN 0-593-64346-1.
- Unstoppable Us, Volume 2 − Why the World Isn't Fair, Bright Matter Books, 2024, ISBN 978-05-937-1152-1.
- Nexus: Breve storia delle reti di informazioni dall'età della pietra all'IA (Nexus: A Brief History of Information Networks from the Stone Age to AI, 2024), trad. di Marco Piani, Collana Saggi, Milano-Firenze, 2024, ISBN 978-88-301-3799-8.

### Articoli
- "The Military Role of the Frankish Turcopoles - a Reassessment",Mediterranean Historical Review 12 (1) (giugno 1997), pp. 75–116.
- "Inter-Frontal Cooperation in the Fourteenth Century and Edward III's 1346 Campaign", War in History 6 (4) (settembre 1999), pp. 379–395
- "Strategy and Supply in Fourteenth-Century Western European Invasion Campaigns", The Journal of Military History 64 (2) (aprile 2000), pp. 297–334.
- "Eyewitnessing in Accounts of the First Crusade: The Gesta Francorum and Other Contemporary Narratives", Crusades 3 (agosto 2004), pp. 77–99
- "Martial Illusions: War and Disillusionment in Twentieth-Century and Renaissance Military Memoirs", The Journal of Military History 69 (1) (gennaio 2005), pp. 43–72
- "Military Memoirs: A Historical Overview of the Genre from the Middle Ages to the Late Modern Era", War in History 14:3 (2007), pp. 289–309
- "The Concept of ‘Decisive Battles’ in World History", The Journal of World History 18 (3) (2007), pp. 251–266
- "Knowledge, Power and the Medieval Soldier, 1096-1550", in In Laudem Hierosolymitani: Studies in Crusades and Medieval Culture in Honour of Benjamin Z. Kedar, curatori: Iris Shagrir, Ronnie Ellenblum e Jonathan Riley-Smith, (Ashgate, 2007)
- "Combat Flow: Military, Political and Ethical Dimensions of Subjective Well-Being in War", Review of General Psychology (settembre, 2008)[25]
- "Armchairs, Coffee and Authority: Eye-witnesses and Flesh-witnesses Speak about War, 1100-2000", Journal of Military History 74:1 (gennaio, 2010), pp. 53-78.
- "Yuval Noah Harari on big data, Google and the end of free will", Financial Times (August 2016).
- "Why It’s No Longer Possible for Any Country to Win a War", Time (23 June 2017).
- "Why Technology Favors Tyranny", The Atlantic (October 2018).